# Pitkin, Louisiana
Pitkin är en ort (CDP) i Vernon Parish i Louisiana. Vid 2010 års folkräkning hade Pitkin 576 invånare.